# Roxane Noat-Notari
Artykuł ten został zgłoszony do umieszczenia na stronie głównej w rubryce „Czy wiesz”.
Pomóż nam go sprawdzić: oceń zgłoszoną nominację.
Roxane Noat-Notari (ur. 1913, zm. 27 marca 2004) – monakijska polityczka i działaczka społeczna. Pierwsza kobieta wybrana do Rady Narodowej Monako, w której zasiadała przez 4 kolejne kadencje od 1963 do 1983 roku. Wcześniej, w latach 1955–1963, zasiadała w radzie miejskiej Monako.

## Życiorys
Roxane Noat-Notari rozpoczęła działalność publiczną jako radna w radzie miejskiej Monako, do której została wybrana trzykrotnie – w latach 1955, 1958 i 1963 roku. W 1963 roku została pierwszą kobietą w historii wybraną do Rady Narodowej Monako, parlamentu kraju. Mandat posłanki sprawowała przez cztery kolejne kadencje: 1963–1983 (była ponownie wybierana w wyborach w latach 1968, 1973 i 1978), każdorazowo z ramienia rządzącej partii Rassemblement et Enjeux.
W czasie swojej działalności parlamentarnej była szczególnie aktywna w komisji ds. spraw społecznych i różnych, gdzie wielokrotnie pełniła funkcję sprawozdawczyni projektów ustaw. Zabiegała m.in. o zwiększenie roli państwa w edukacji i kulturze, rozwój systemu świadczeń rodzinnych oraz poprawę sytuacji zawodowych matek i kobiet pracujących. Była autorką i współautorką projektów ustaw dotyczących urlopów specjalnych dla matek pracujących, równego prawa do obywatelstwa czy możliwości nabywania mieszkań w nieruchomościach państwowych przez obywateli Monako.

### Pozostała działalność i śmierć
Poza pracą w parlamencie, Noat-Notari była zaangażowana w liczne projekty o charakterze humanitarnym. W 1966 roku była jedną z założycielek, a także pierwszą przewodniczącą AMADE (Association Mondiale des Amis de l’Enfance) – międzynarodowego stowarzyszenia działającego na rzecz dzieci, wspieranego przez monakijską rodzinę książęcą. Była również wiceprzewodniczącą AMAPEI (organizacji wspierającej osoby z niepełnosprawnościami), członkinią Zarządu Monakijskiego Czerwonego Krzyża, Domu Sainte-Dévote, Komisji Narodowej UNESCO, Komisji ds. Języka Monakijskiego, a także przewodniczącą Rady Administracyjnej Przewodniczek Monako oraz organizacji Cœurs Vaillants et Âmes Vaillantes. Wspierała inicjatywy na rzecz równości płci, modernizacji szkół oraz integracji społecznej osób wykluczonych.
Za swój wkład w życie publiczne i społeczne Księstwa Monako została uhonorowana wieloma odznaczeniami, m.in. jako Dama Orderu Świętego Karola – jednego z najwyższych odznaczeń państwowych Monako, oraz Krzyż w kolorze vermeil od Monakijskiego Czerwonego Krzyża. 11 sierpnia 2006 hołd oddała jej Rada Narodowa Monako.
Zmarła w Monako 27 marca 2004 roku, w wieku 90 lat.